# Liste der elektrischen Kfz-Baugruppen
Um eine bessere Zuordnung von Baugruppen, Geräten oder Schaltzeichen in Schaltplänen zu erreichen, werden Kennbuchstaben und Zählnummern nach DIN 40719, Teil 2 verwendet. Das Bauteil wird jeweils mit dem zu ihm passenden Kennbuchstaben und einer fortlaufenden Zählnummer gekennzeichnet. In der Legende zum Schaltplan kann nun anhand der Kennung eine genaue Zuordnung erfolgen. Dies ist eine Liste zum besseren Verständnis der Kennbuchstaben in Kfz-Schaltplänen.
- A – Steuergerät
- B – Umsetzer von nichtelektrischen Größen auf elektrische Größen (zum Beispiel Temperaturfühler)
- C – Kondensatoren
- D – binäre Elemente, Speicher (zum Beispiel Bordcomputer)
- E – Verschiedenes (Heizeinrichtung, Klimaanlage, Leuchte, Zündkerze)
- F – Sicherung
- G – Generatoren, Autobatterie, Stromversorgung
- H – Meldeeinrchtungen (Signalleuchten, Kontrollleuchten)
- K – Relais
- L – Induktivität (zum Beispiel Spule)
- M – Motoren
- N – Regler, Verstärker
- P – Messgeräte, Prüfeinrichtungen
- R – Widerstände
- S – Schalter, Taster
- T – Transformatoren
- U – Modulatoren (zum Beispiel Gleichstromwandler)
- V – Halbleiter, zum Beispiel Diode, Transistor oder (historisch) Elektronenröhre
- W – Übertragungsweg, Leitung, Antenne
- X – Klemmen, Stecker, Steckverbindungen
- Y – elektrisch betätigte mechanische Einrichtungen (zum Beispiel Einspritzmagnetventil)

## Fachliteratur

### Fachbücher
- Dipl.-Ing. Jürgen Kasedorf / Richard Koch, Service-Fibel für die Kfz-Elektrik, Vogel Buchverlag, ISBN 3-8023-1881-1

### Fachbroschüren
- Bosch Technische Unterrichtung Schaltzeichen und Schaltpläne der Kraftfahrzeugelektrik, Robert Bosch GmbH Stuttgart, VDT-UBE 001/10